# Arta muiscană

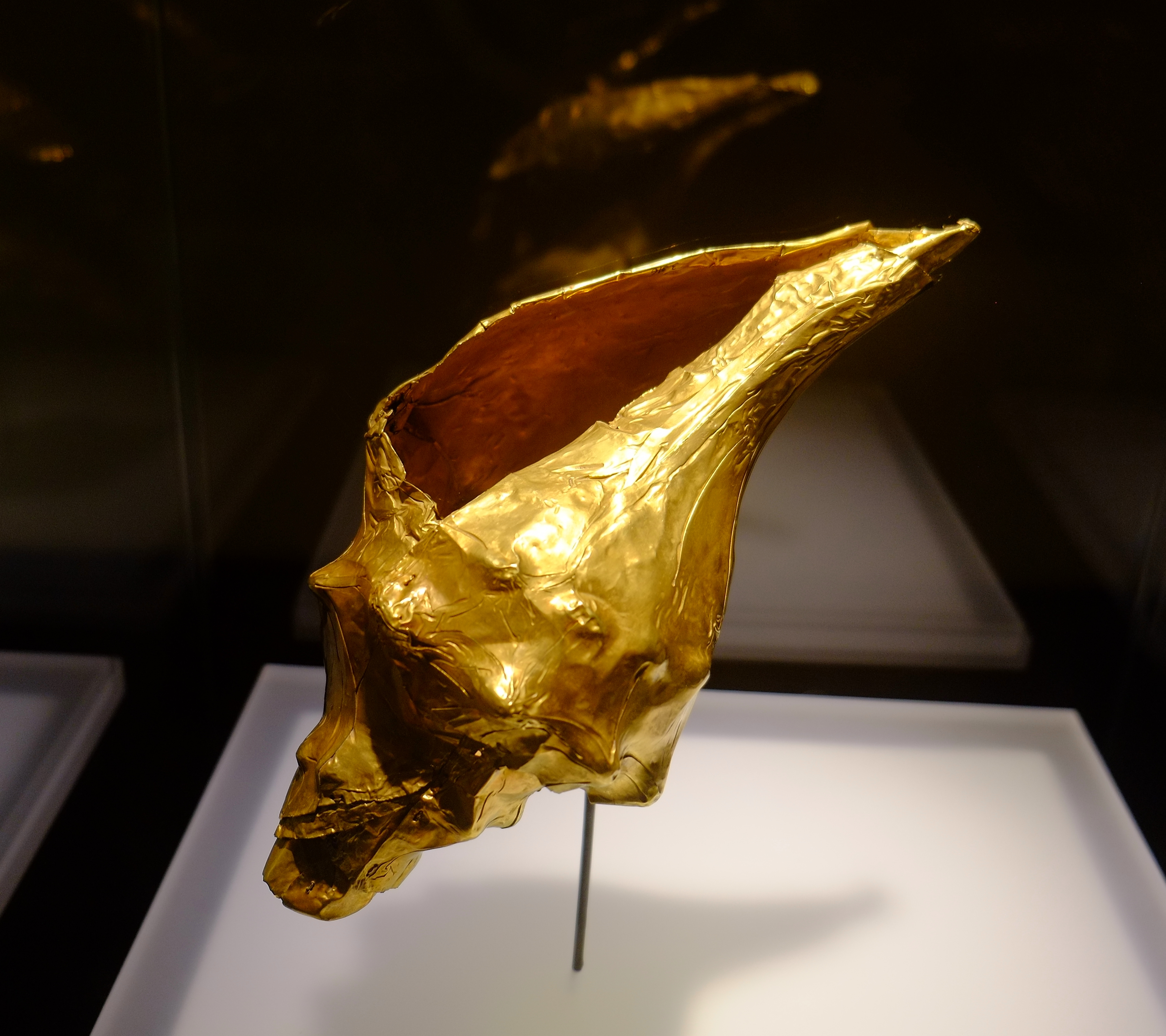
Un exemplu de interacțiune dintre arta naturii și celebrele lucrături de aur muiscane, fiind o cochilie marină ce este expusă în Muzeul Aurului din Bogotá, în Columbia

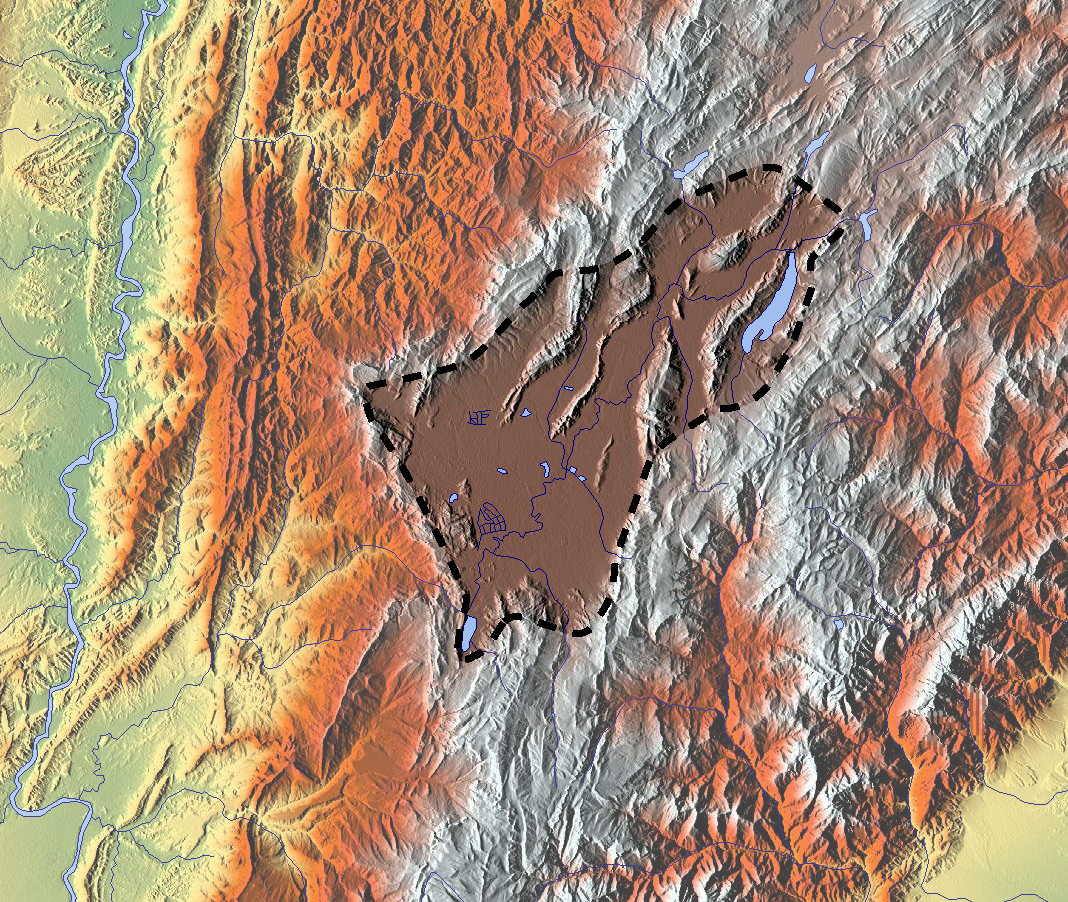
Savana Bogotá, un teritoriu înzestrat cu terenuri fertile, dar și cu multe argile bune pentru producerea ceramicii. Datorită resurselor, au făcut comerț cu popoarele vecine, astfel muiscaienii putând să facă rost de pene, bumbac, pigmenți, plus cantități mari de aur și de cupru pe care le-au folosit la tunjouri, la bijuterii și la artefactele de tumbag

Civilizația muisca este cunoscută ca fiind una dintre cele 4 mari civilizații precolumbiene, trăind și azi în Altiplano Cundiboyacense din actuala Columbie. Formele sale variate de artă includ olăritul, țesăturile, împodobirea corpului (inclusiv bijuteriile), hieroglifele și arta rupestră. Deși arhitectura lor era modestă în comparație cu cea a civilizațiilor inca, aztecă și mayașă, muiscanii sunt cel mai bine cunoscuți pentru abilitatea de prelucrare a aurului. Muzeul Aurului din Bogotá găzduiește cea mai mare colecție de obiecte de aur din lume, ele provenind de la multe culturi columbiene, inclusiv muiscanii.
Primele manifestări artistice din Cordillera Oriental ai Anzilor columbieni au o vechime de câteva milenii. Chiar dacă asta îi precede pe muiscaieni (care s-au stabilit în jurul anului 800 e.n.), cu toate acestea, unele dintre aceste stiluri au rezistat de-a lungul anilor.
În timpul perioadei preceramice, populațiile din ținuturile muntoase realizau petroglife și petrografe care le înfățișau zeitățile, flora și fauna abundente din zonă, motive abstracte și elemente antropomorfe sau zoomorfe și antropomorfe. Societatea agricolă sedentară sa dezvoltat într-o cultură bazată pe ceramică și extracția de sare în Perioada Herrera, definită de obicei între 800 î.e.n. și 800 e.n.. În timpul acestei perioade a apărut prima formă de artă construită; situl arheoastronomic numit El Infiernito (în traducere din spaniolă: „Micul Iad”) de conchistadorii spanioli. Perioada Herrera a marcat, de asemenea, utilizarea pe scară largă a ceramicii și a produselor textile și începutul a ceea ce ar deveni motivul principal al cuceririi spaniole; prelucrarea aurul. Simbolul apogeului metalurgiei muiscane este „Pluta muisca”, capodoperă în care este reprezentat ritualul de inițiere al unui zipa din Bacatá. Ceremonia, efectuată de un xeques (preot) și un caciques care au purtat coroane de pene aurite și care au fost acompaniați de muzică și de dansuri, s-a petrecut pe o plută de pe Lacul Guatavita. Acest tip de ceremonii a creat legenda lui Eldorado printre spanioli.
Arta muiscană a inspirat și îi inspiră pe mulți artiști și designeri. Arta indigenilor care locuiau în Altiplano Cundiboyacense a fost bine studiată, texte despre ea publicându-se de la începutul erei coloniale până în prezent. Primul conchistador care a făcut primul contact cu muiscanii, Gonzalo Jiménez de Quesada, și-a scris amintirile cu muiscanii. Pedro Simón descrie relația dintre artă și religie, contribuind de-a lungul timpului și Alexander von Humboldt, Joaquín Acosta și Liborio Zerda în secolul al XIX-lea, Miguel Triana, Eliécer Silva Celis și Sylvia M. Broadbent în secolul al XX-lea.

## Fundal

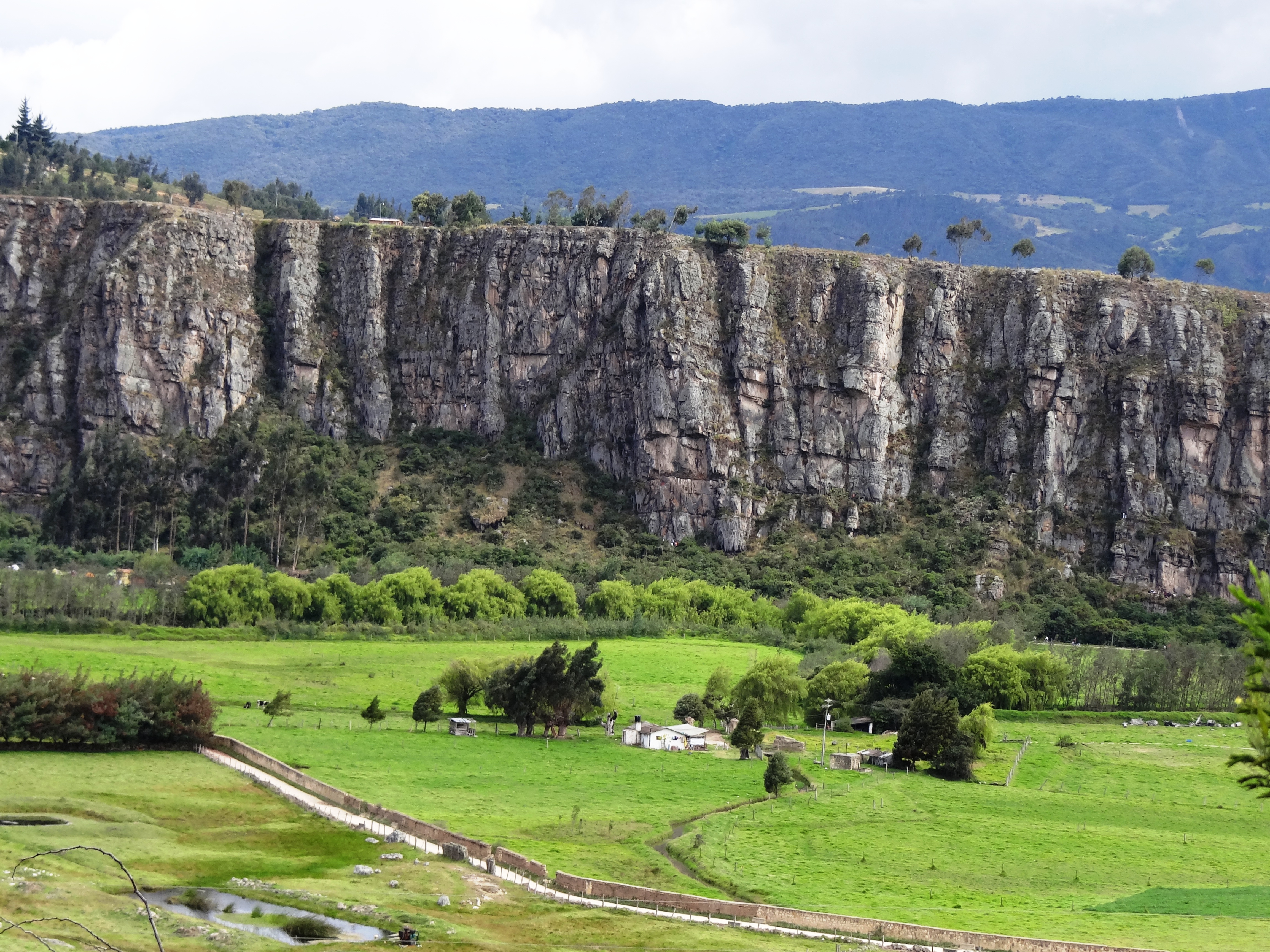
Orășelul Suesca este caracterizat de exprimarea artistică de pe stânci și de cele 150 de mumii descoperite aici

Zona muntoasă centală a Șirului Estic a Anzilor columbieni, numită și Altiplano Cundiboyacense, este populată de indigeni de 12.500 de ani, informație aflată din vestigiile arheologice de la El Abra și de la Zipaquirá. În jurul anului 3000 î.e.n., locuitorii câmpiilor anziene au început să ridice case circulare primitive, unde își confecționau unelte de piatră, pe care le foloseau pentru vânat, pescuit, gătit și pentru arta primitivă (majoritatea fiind picturi rupestre).

## Arta premuiscană

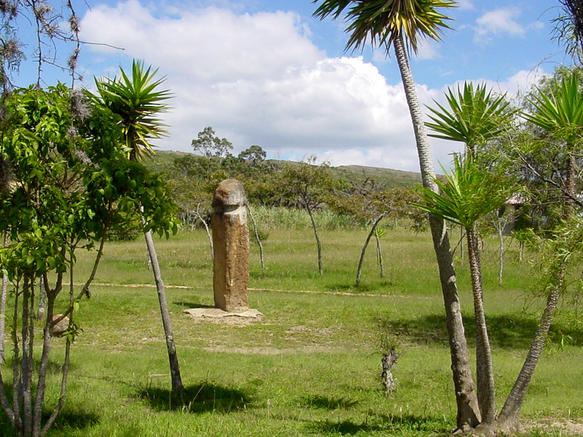
Monoliții falși ai observatorului arheoastronomic El Infiernito sunt cele mai vechi forme de artă, diind construiți pe Altiplano Cundiboyacense

Primele forme de artă din Altiplano sunt pictura rupestră și petroglifele, prezente în multe locații, majoritatea în adăposturile de piatră din savana Bogotá. El Abra, Piedras del Tunjo și Tequendama sunt printre cele mai vechi stiuri unde au fost descoperite picturi rupestre. Perioada Herrera, definită din 800 î.e.n. până în 800 e.n., a fost epoca primei ceramici. Cea mai veche cermaică herrerană a fost descoperită la Tocarema și datează din aproximativ 800 î.e.n.. Arta herrerană este de asemenea reprezentată de un sit arheostraonic, numit El Infiernito de către spanioli. Pe un câmp în afara orășeulului Villa de Leyva, au fost ridicate menhiruri în formă de falusi aliniate. Acest sit, cea mai veche formă de artă clădită rămasă, datat din aproximativ 500 î.e.n., fomează un loc important pentru ritualuri religioase și festivități, unde cantități mari ale unei băuturi alcoolice numite chicha erau consumate. Dovezile festivităților de pe acest sit datează dintr-o dată ulterioară, deja în Perioada Muisca.
Prelucrarea aurului în părțile de nord ale Americii de Sud, în mare parte teritoriul actual al Columbiei, ar proveni din regiuni mai sudice (nordul Peruului și Ecuadorul), de-a lungul unei perioade lungi de timp din 1600 î.e.n. până în 1000 î.e.n.. Dezvoltarea diferitelor culturi din sudul Columbiei, care prelucrau aurul, s-a petrecut în jurul anului 500 î.e.n.. Sfârșitul Perioadei Herrera a arătat primele evidențe ale prelucrării aurului în Altiplano. Artefacte de aur au fost descoperite în Tunja sau în Cómbita.

## Arta muiscană
Perioada Muiscană a fost stabilită între 800 e.n. și 1537 (cucerirea spaniolă a muiscanilor). Perioada Muiscană Timpurie, cuprinsă între 800 și 1000 e.n., a prezentat o creștere a comerțului pe distanțe mari cu indigenii caraibieni, a mumificării și a introducerii prelucrării aurului. Tranziția dintre Perioada Muiscană Tipurie și cea Târzie este definită de o societate mai complexă, comerț interregional de cermaică, creștere a populației și de așezări de dimensiuni mai mari, apropiate de terenurile agricole. Atunci când conchistadorii spanioli au sosit pe Altiplano, au descris o concentrație de așezări în zonele savanei Bogotá.

### Figurinele zoomorfe

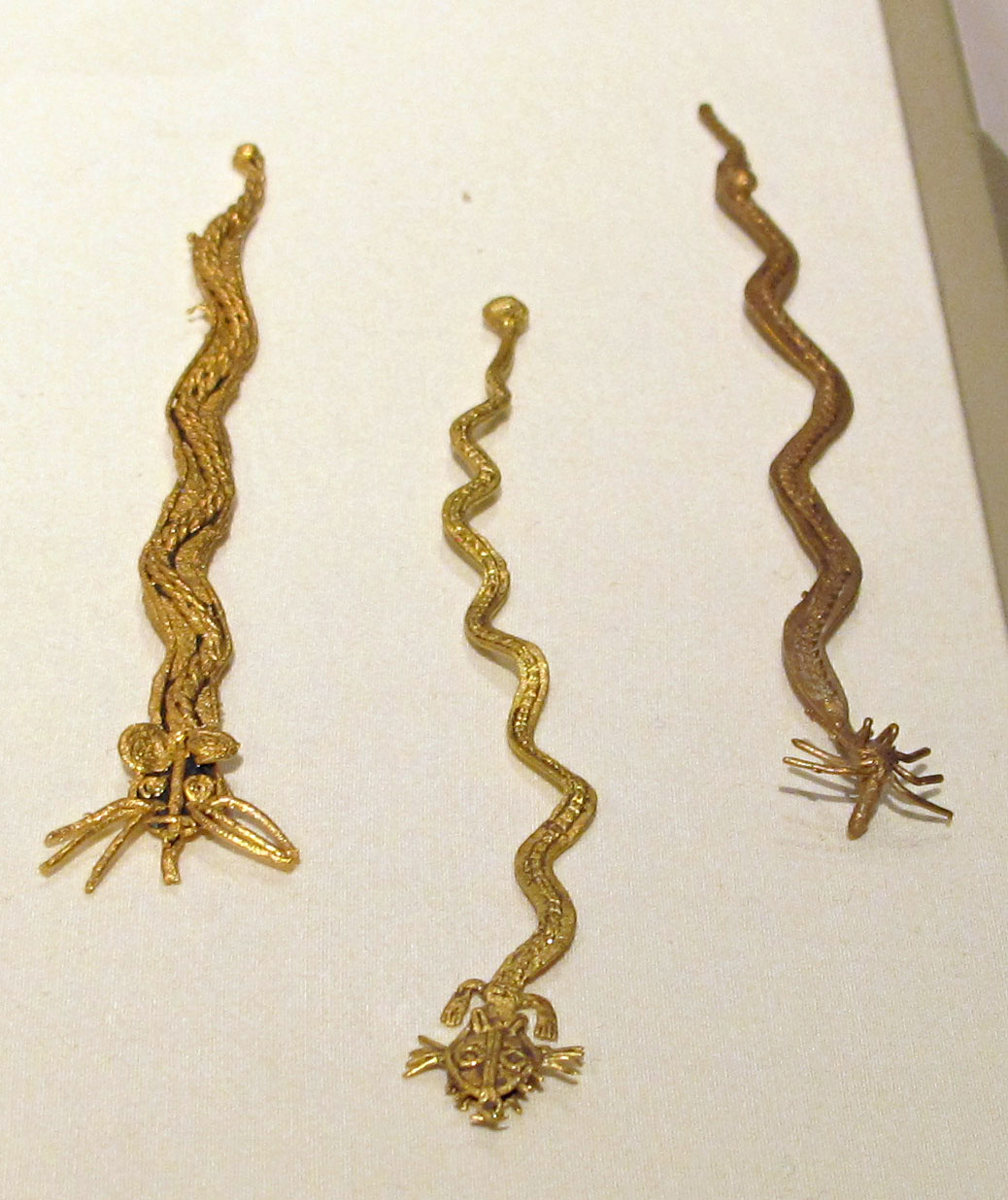
Figurine de aur în formă de șerpi erau un lucru obișnuit în arta muiscană
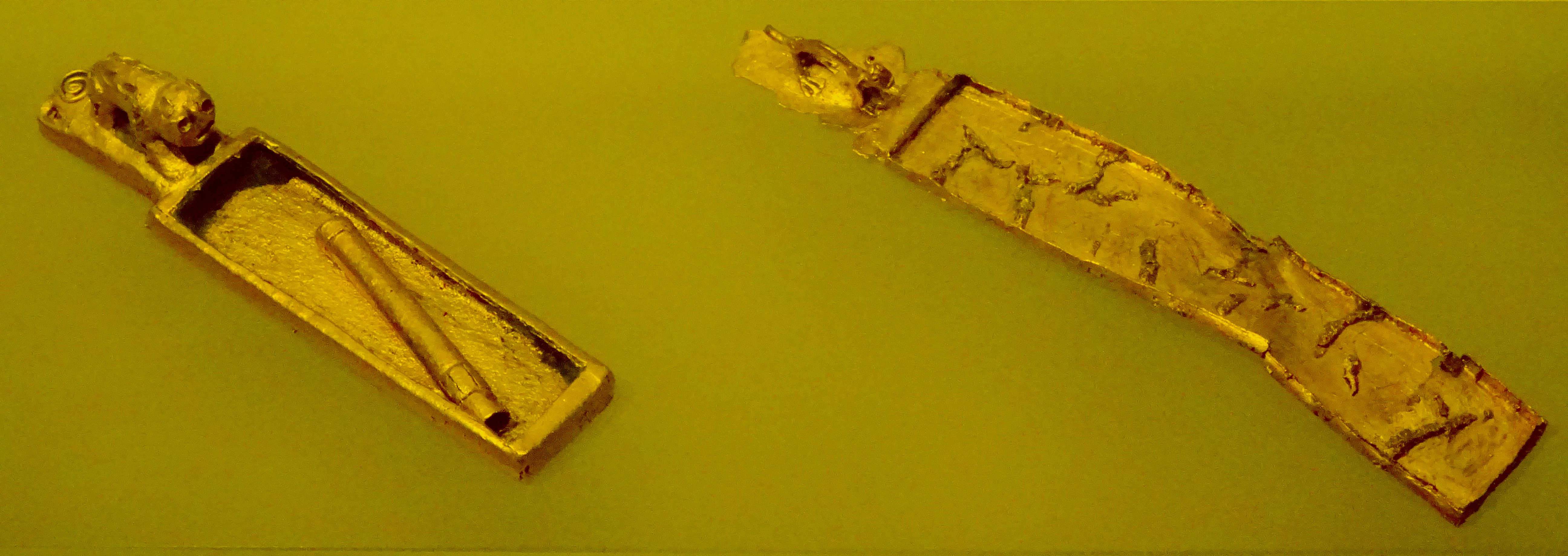
Plăci de aur muiscane cu mici figurine animaliere, din Muzeul Aurului din Bogotá

La fel ca grupul de amerindieni Tairona, muiscanii au relizat figurine zoomorfe bazate pe fauna locală. Majoritatea acestor figurine animaliere înfățișează broaște sau șerpi. Șerpii sunt reprezentați ca fiind zig-zagali, având ochii în vârful capului. Unii dintre șerpi au bărbi, mustăți sau chiar capete umane. Cercetătorul Gerardo Reichel-Dolmatoff speculează în cartea sa Orfebrería y chamanismo, din 1988, faptul că acele bărbi și mustăți ale figurinelor zoomorfe ar fi bazate pe aspectul peștilor din Altiplano, reprezentând o parte esențială bucătăriei muiscane.
Broaștele (în limba muysccubun: iesua, însemnând „mâncare de la Soare”), inclusiv cele râioase, erau niște animale importante în conceptul muiscan despre natură și în relația cu lumea spirituală. Ele reprezentau începutul anotimpului ploios, care este ilustrat în calendarul musican. Broaștele au fost reprezentate prin intermediul multor forme de artă: pictate pe ceramică, în hieroglife din picturi rupestre și ca figurine. În multe cazuri sunt înfățișate în combinație cu activități zilnice, reprezentând oameni, în mare parte femei.

### Prelucrarea aurului

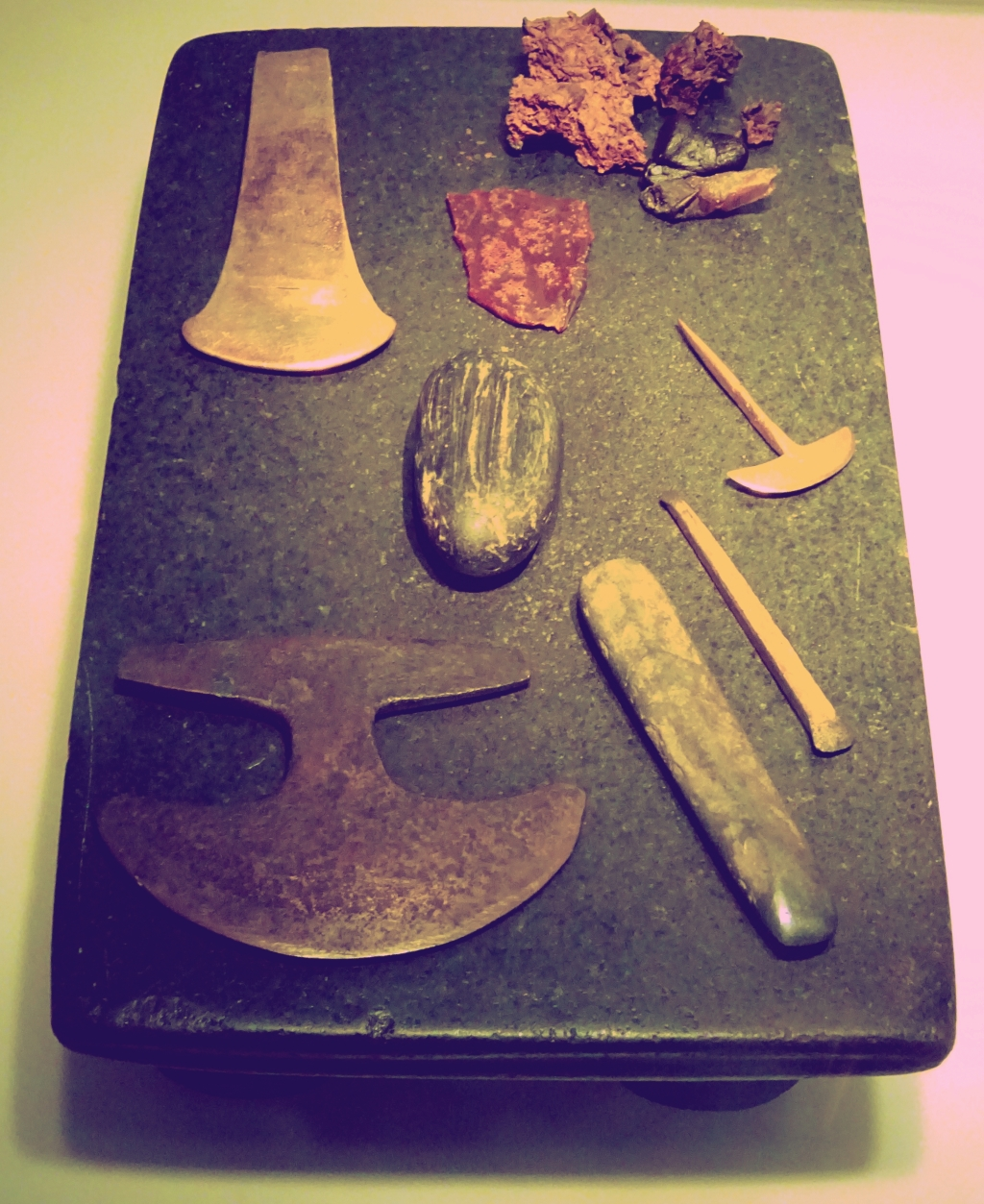
Instrumente de aur și de ceară realizate de muiscani pentru a crea tunjourilor și alte figuri de aur sau de tumbag
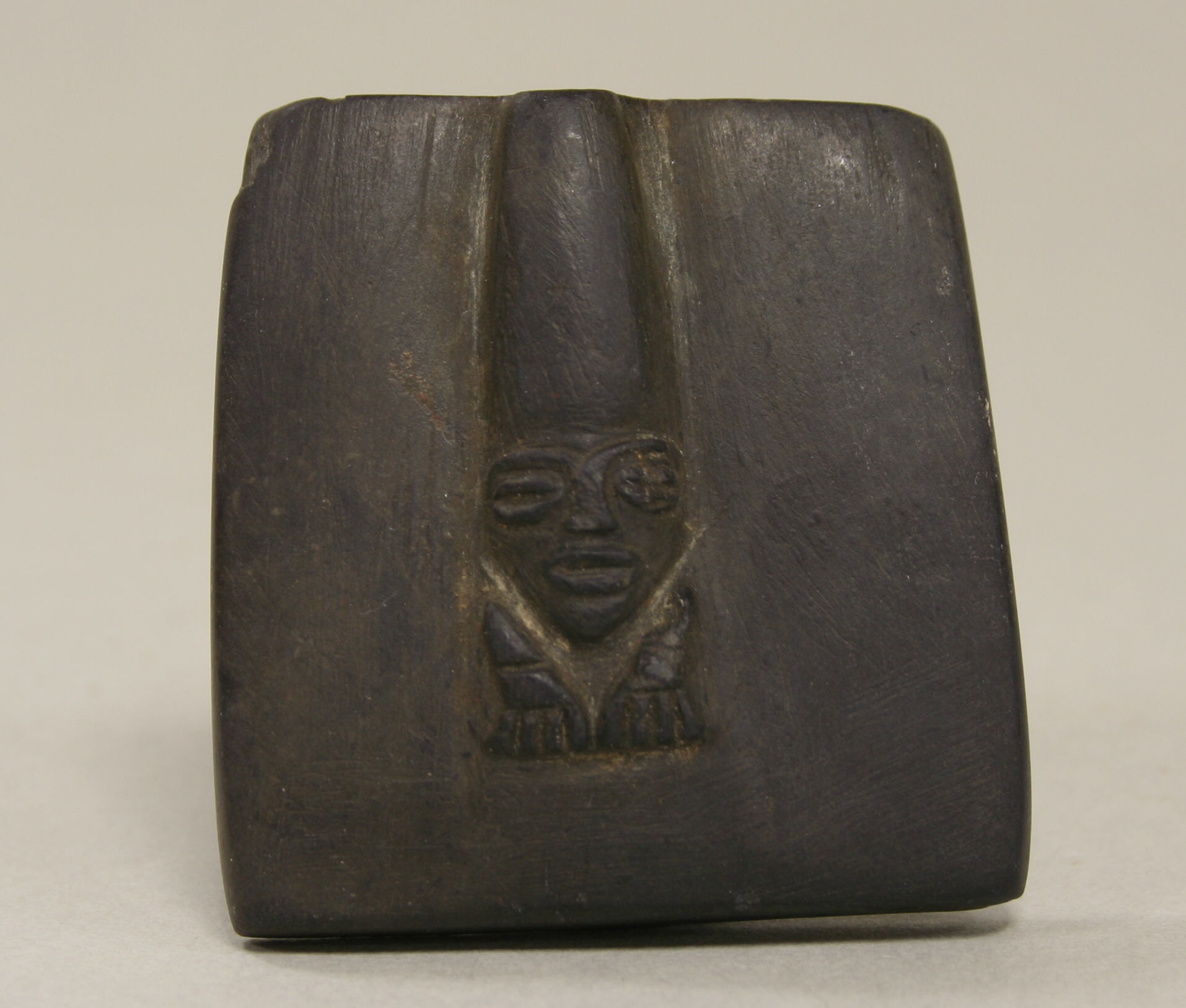
Matriță pentru producerea de tunjouri, care a fost descoperită în apropiere de Lacul Guatavita. Ea datează din perioada dintre secolele al X-lea și al XVI-lea, fiind expusă în Muzeul Metropolitan de Artă din New York, SUA
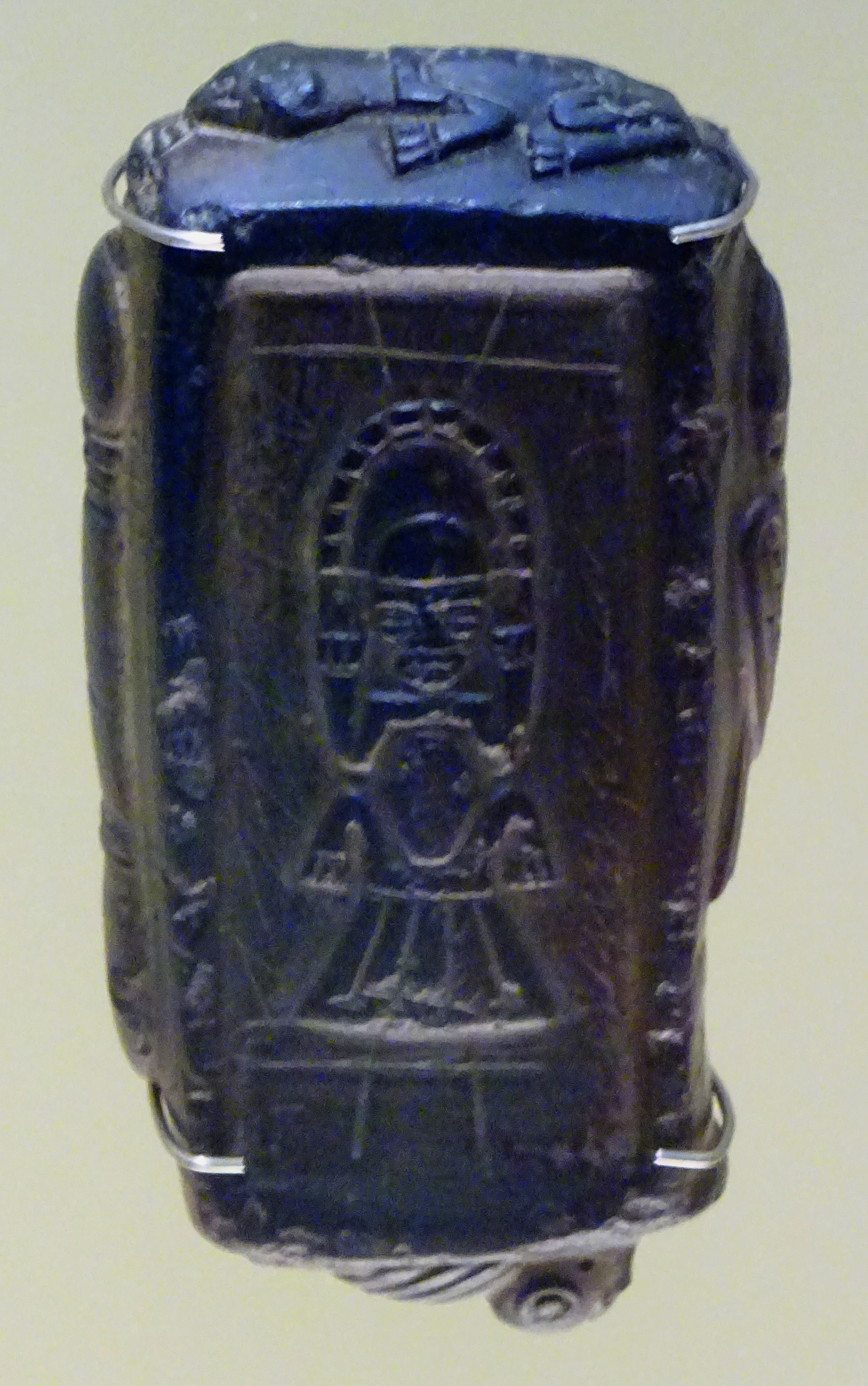
Matriță pentru producerea de tunjouri, ce poate să fie văzută în Muzeul Aurului din Bogotá, Columbia

Muiscanii erau și sunt faimoși pentru modul în care prelucrau aurul. Chiar dacă depozitele Confederației Muiscane nu erau abundente, au făcut rost de aur prin comerț, în mare parte la La Tora (oraș numit astăzi „Barrancabermeja”) și în alte locuri din apropierea Râului Magdalena. Cele mai vechi evidențe ale prelucrării muiscane a aurului au fost găsite la Guatavita, Fusagasugá și El Peñón, toate pe teritoriul actual al Dartamentului Cundinamarca. Artefactele lor de aur nu sunt asemănătoare cu cele ale civilizației quimbaya.
Pe baza variabilității stilistice și a tehnologiei metalurgice a aurului muiscanilor, au fost încheiate trei procese:
1. Oamenii din Perioada Herrara au realizat obiecte de aur sau de cupru, cum ar fi coroane sau figurine, folosind primele matrițe și primele ciocane;
2. În jurul anului 400, metalurgia a devenit mult mai avansată, folosindu-se aliajul numit tumbag;
3. Ultima fază a prelucrării aurului se caracterizează printr-o prelucrare mai detaliată, fiind folosind aurul din comerțul cu alte grupuri indigene.
Fiind nu departe de Marea Caraibilor, muiscanii au făcut comerț cu melci marini foarte prețioși. Ironic, melcii marini erau considerați muiscani ca fiind mai prețioși decât aurul.

### Tunjourile

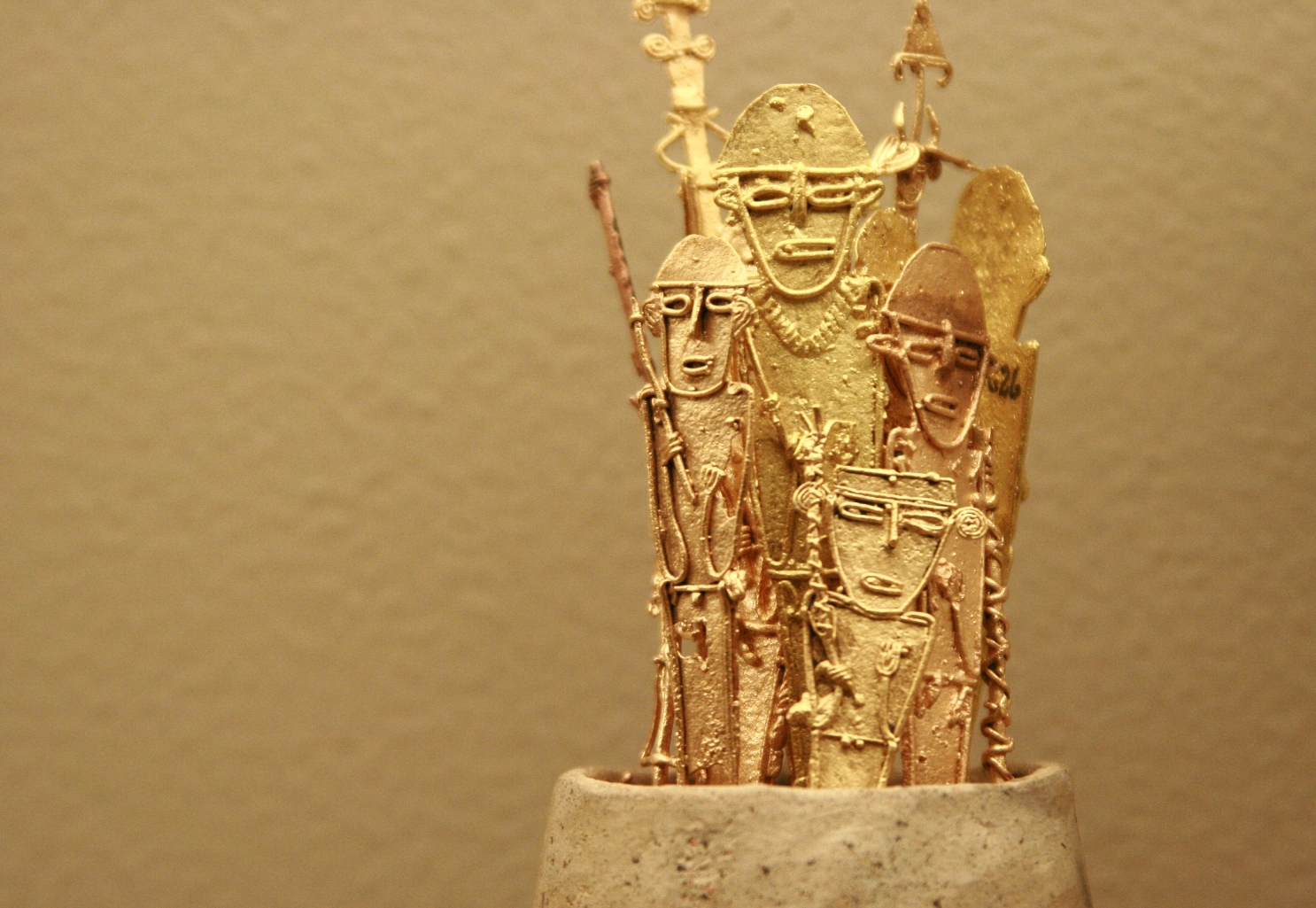
Colecție de tumjouri din Muzeul Aurului din Bogotá, în Columbia
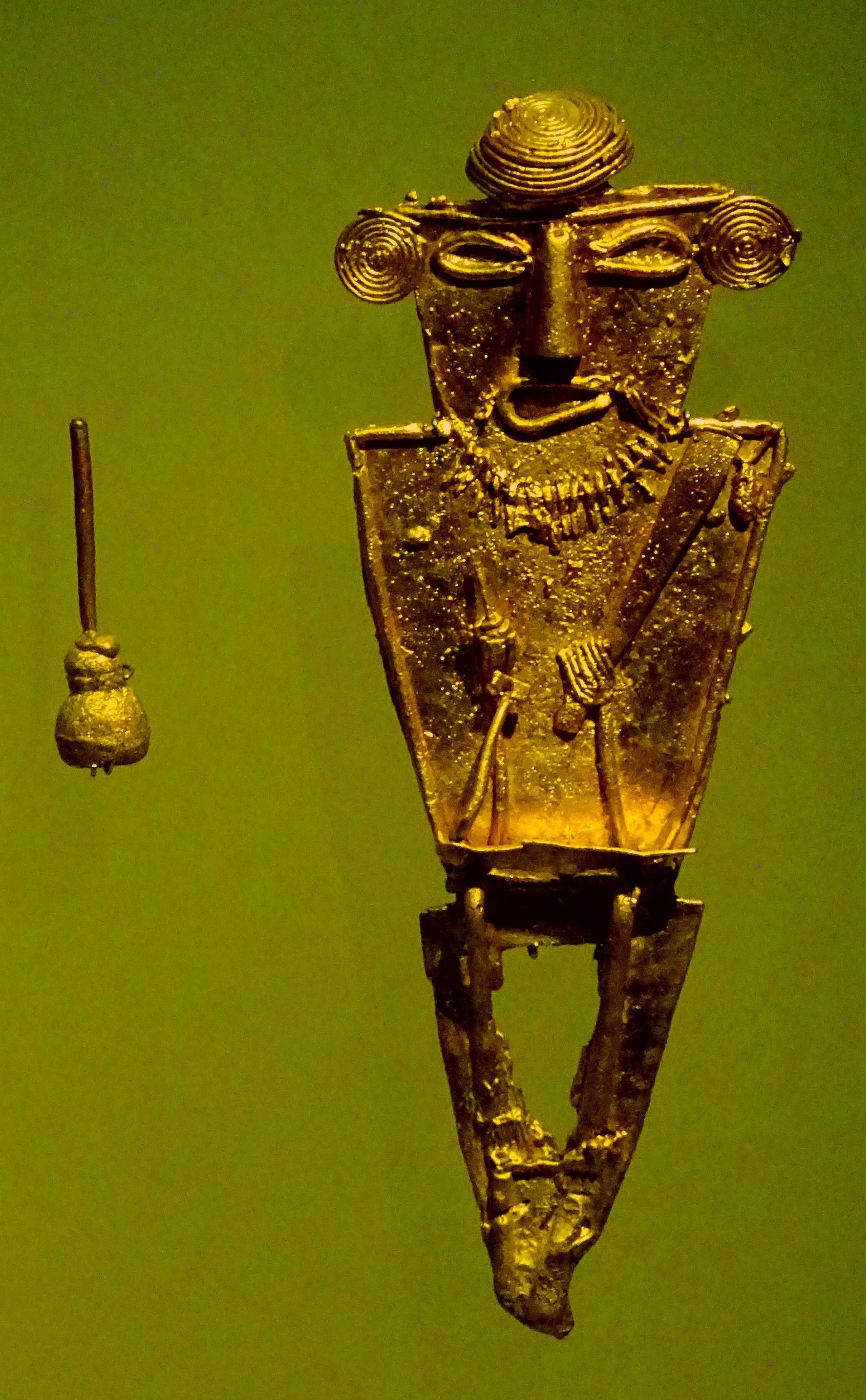
Tunjo din Muzeul Aurului din Bogotá
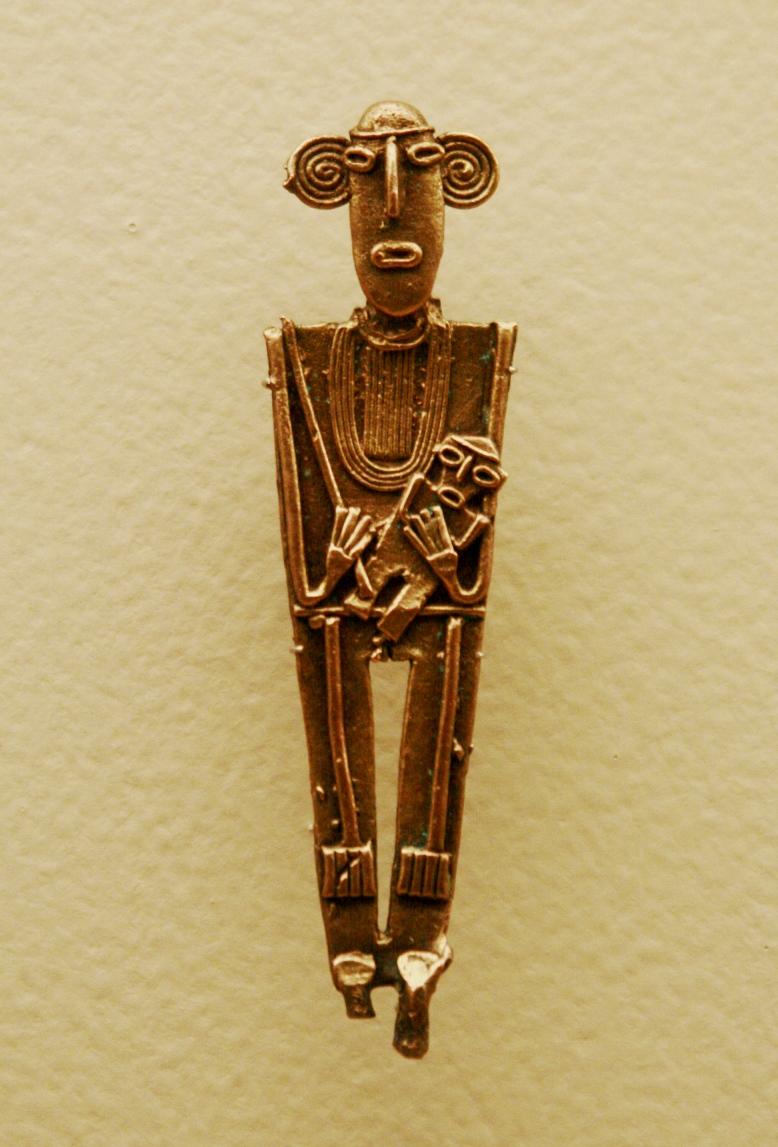
Tunjo din Muzeul Aurului din Bogotá
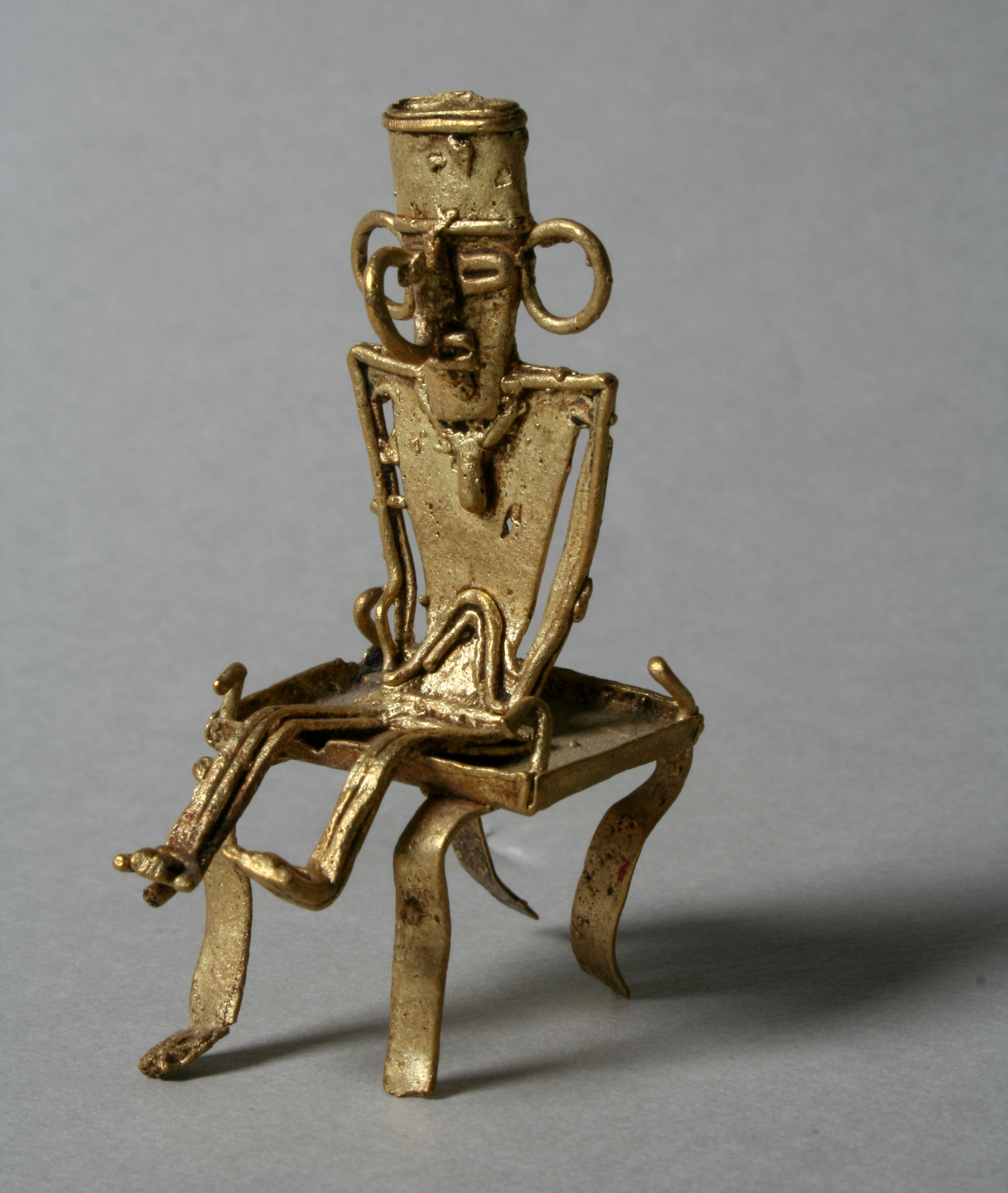
Tunjo pe scăunel Muzeul Metropolitan de Artă din New York
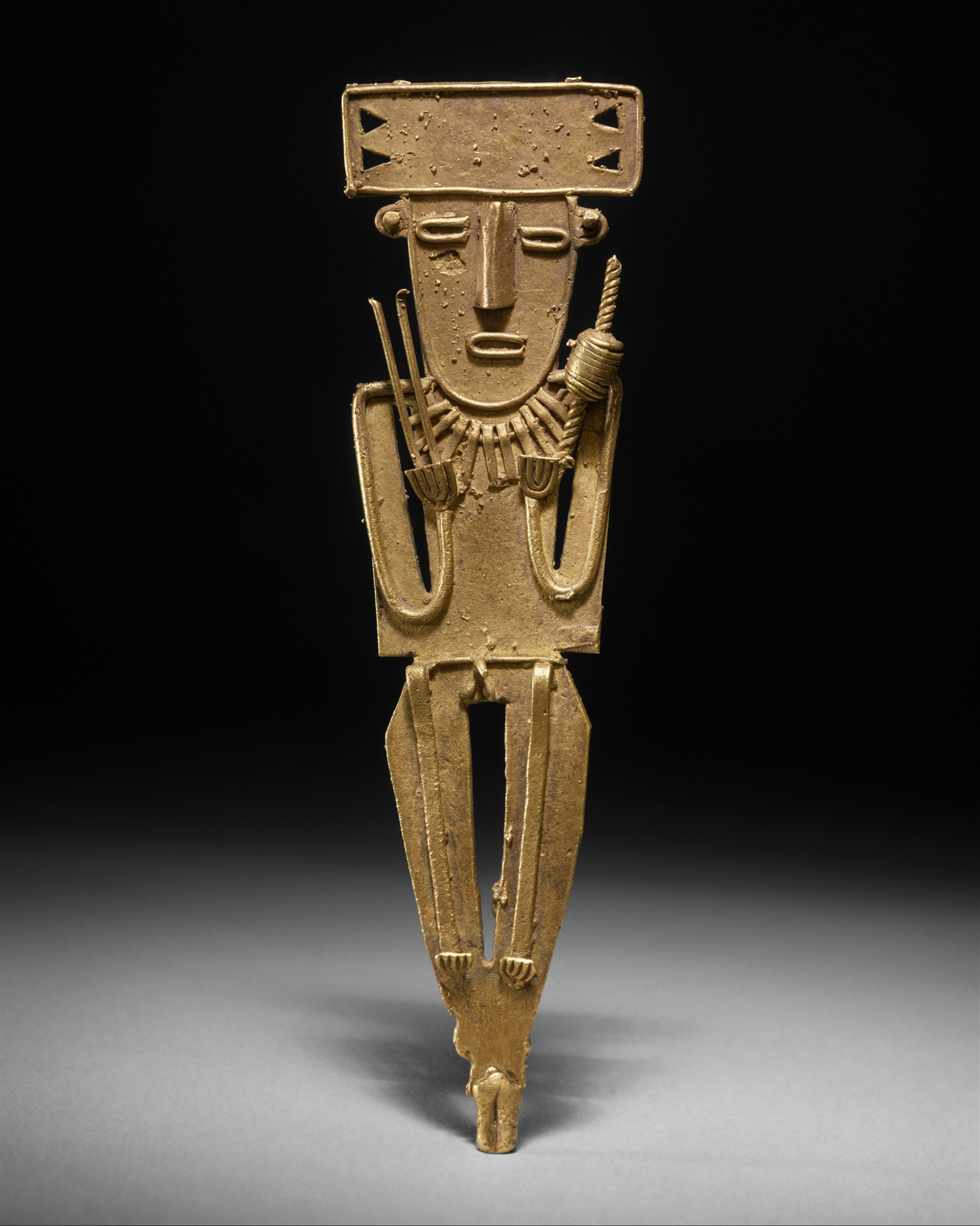
Tunjo din Muzeul Metropolitan de Artă
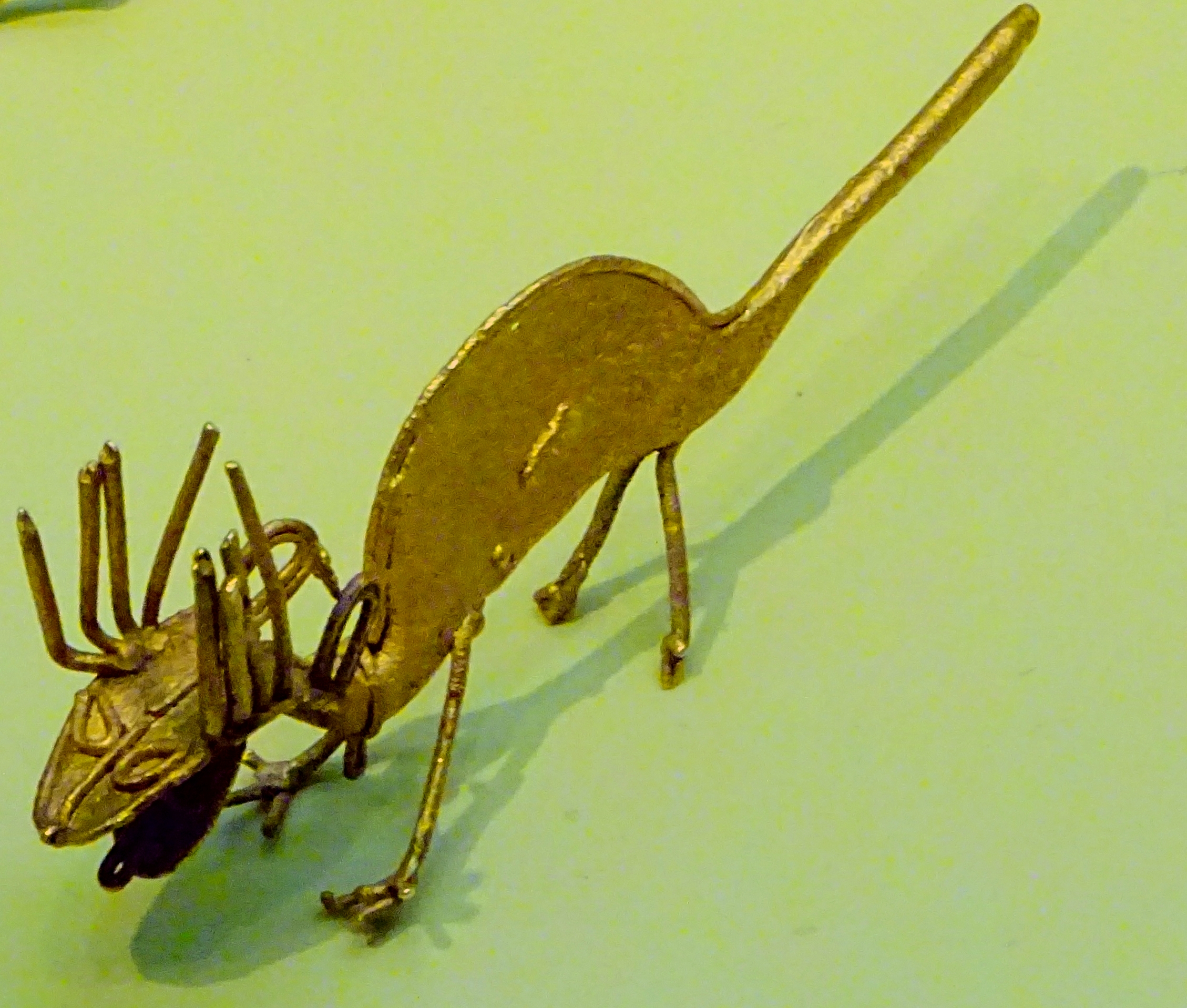
Tunjo zoomorf care este expus în Muzeul Aurului din Bogotá
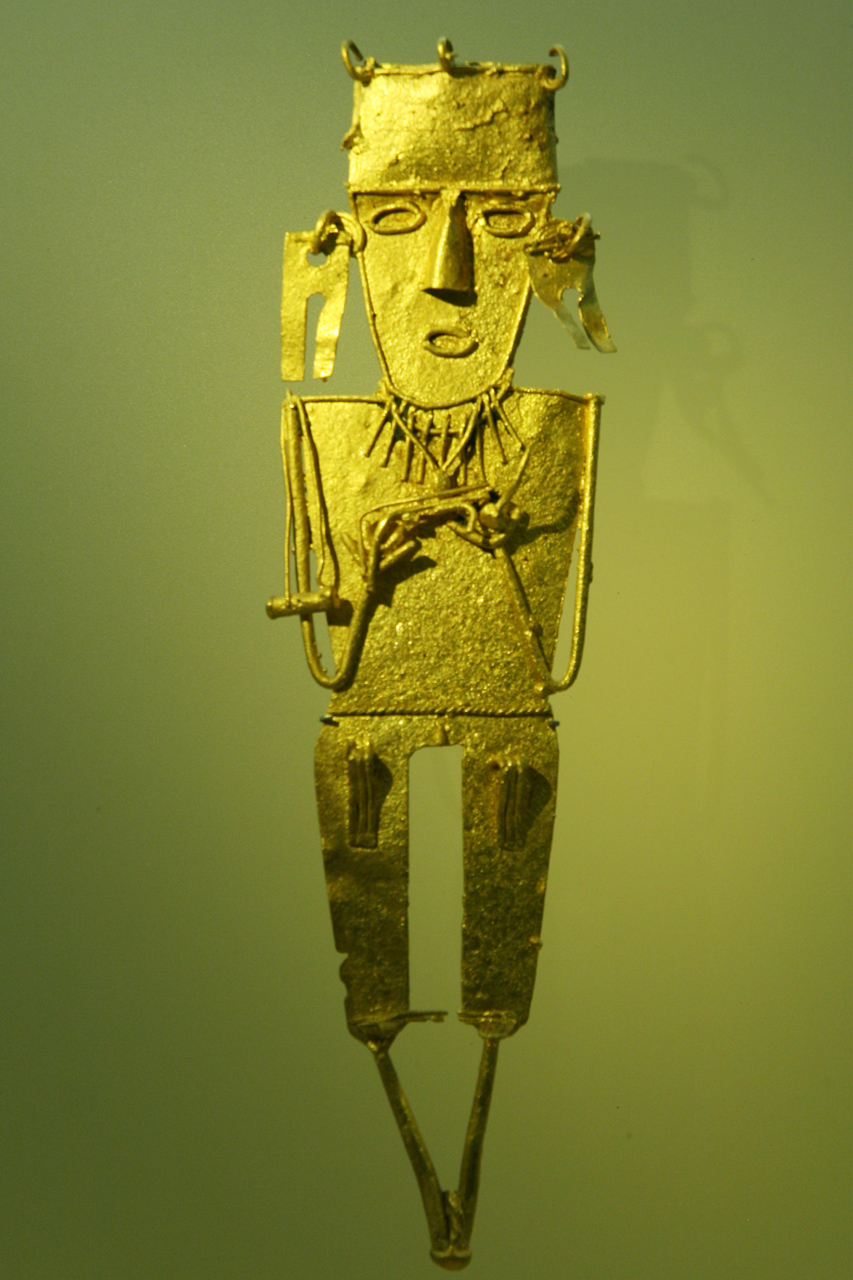
Tunjo care reprezintă un om care poartă cercei
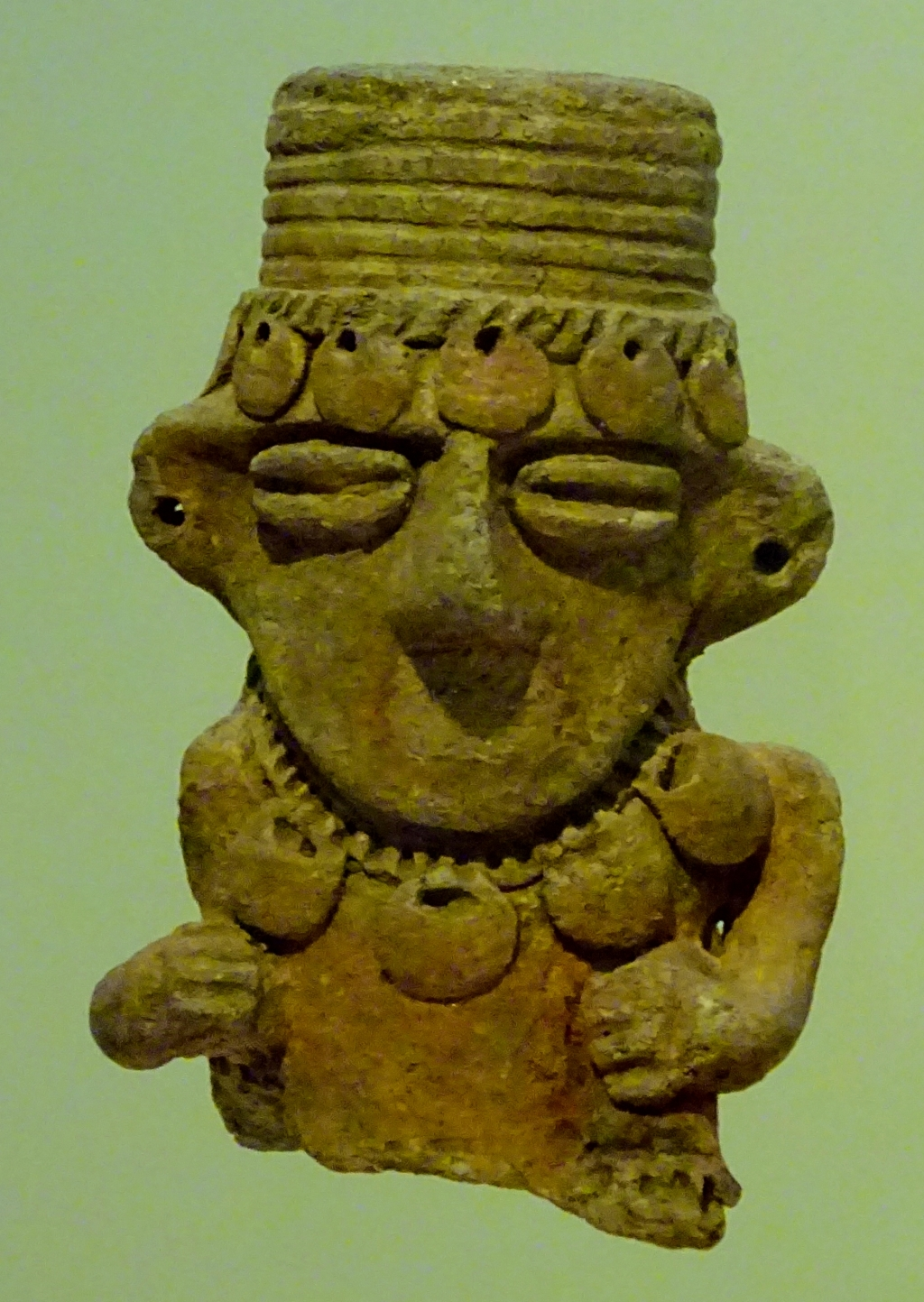
Tunjo realizat din ceramică, expus în Muzeul Aurului din Bogotá
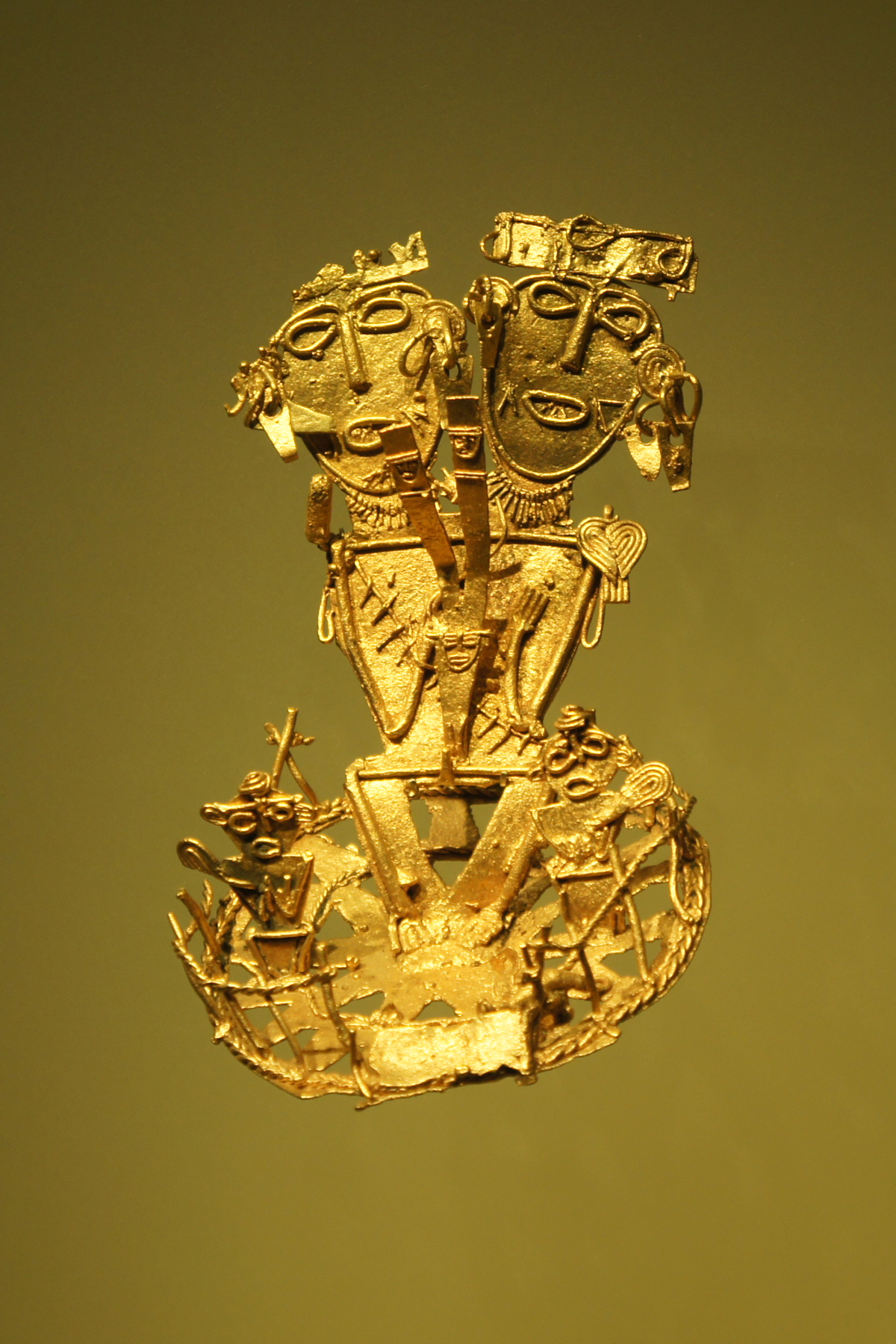
Tunjo format din 2 părinți un copilaș
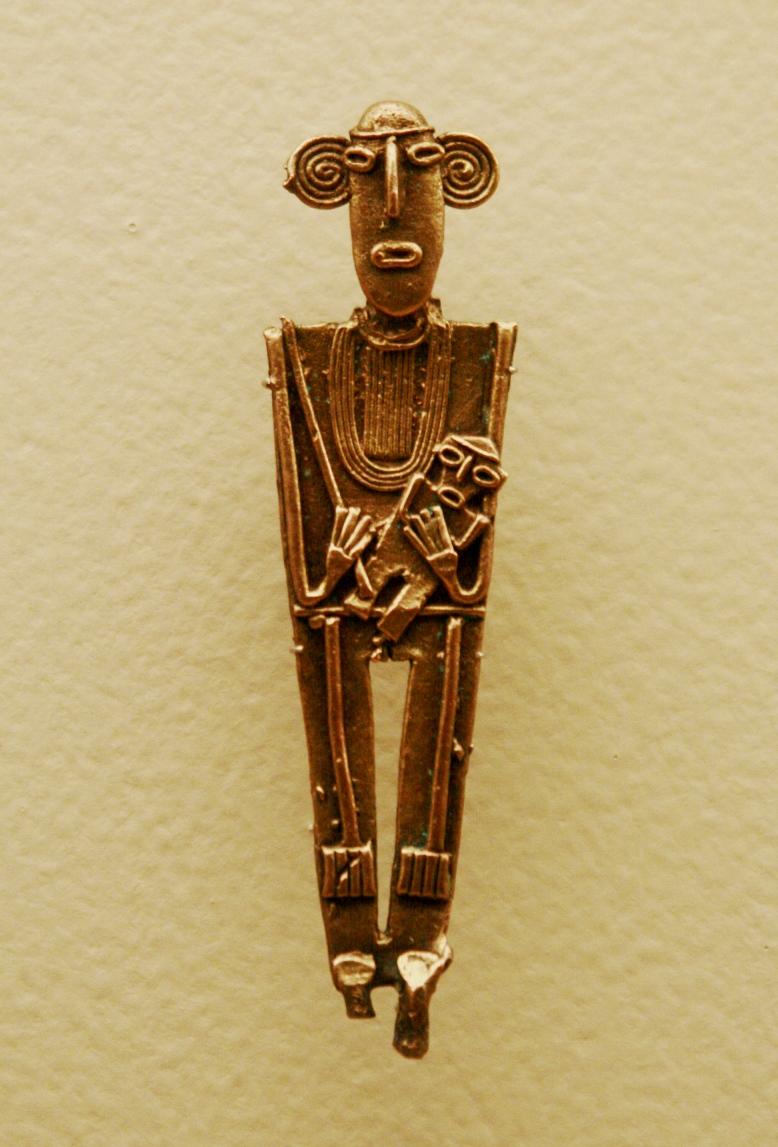
Tunjo care reprezintă o mamă și un bebeluș
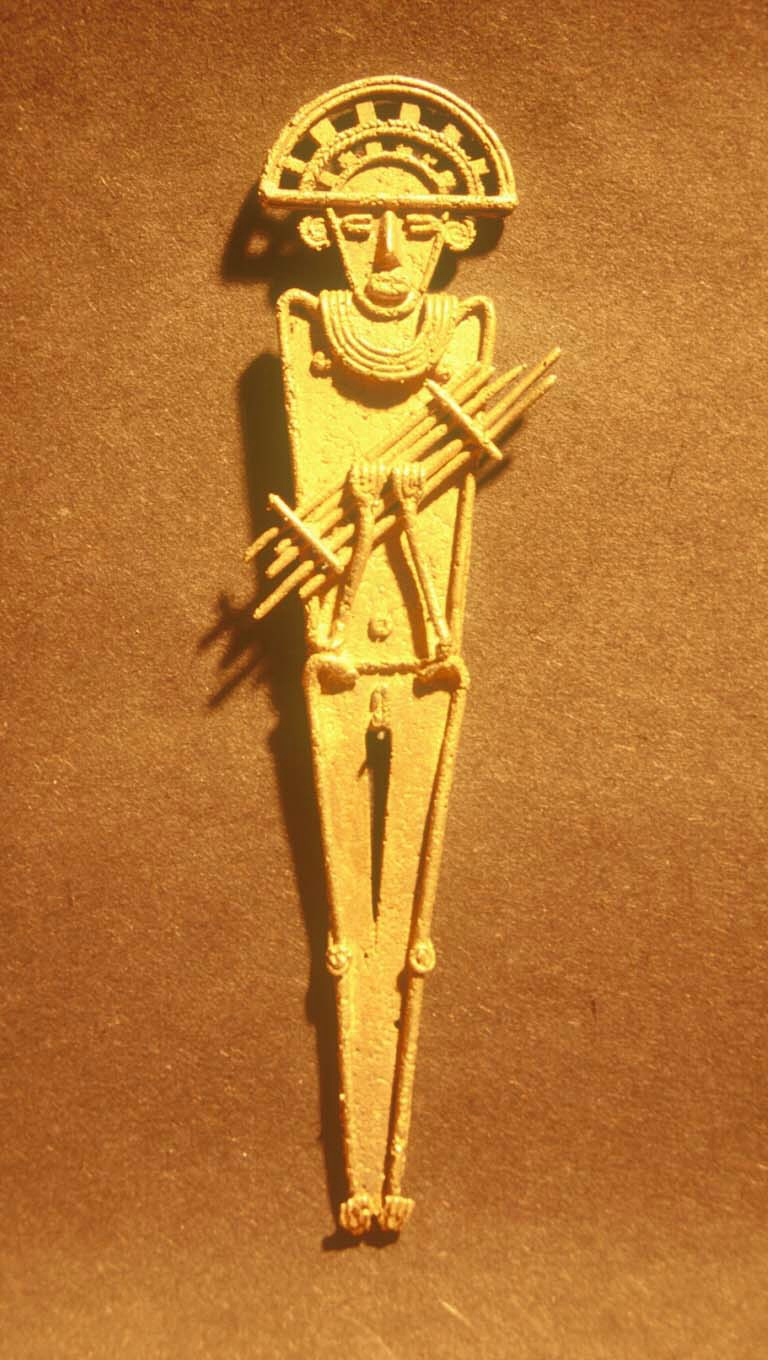
Tunjo din Walters Art Museum

Tunjourile (de la cuvântul muysccubun: tunxo) sunt mici figurine care au fost produse în cantități mari de catre muiscani.